# Mezinárodní trestní právo
Mezinárodní trestní právo je samostatným odvětvím mezinárodního práva řešící mezinárodní trestné činy a mezinárodní trestní soudy. Představuje zásadní odbočení od klasického mezinárodního práva, které ošetřuje vztahy mezi státy, ale nikoliv individuální práva osob jako subjekty mezinárodního práva.

## Instituce mezinárodního trestního práva
Dnes mezi nejdůležitější instituce patří Mezinárodní trestní soud, a řada ad hoc soudů:
- Mezinárodní trestní tribunál pro bývalou Jugoslávii
- Mezinárodní trestní tribunál pro Rwandu

Další:
- Zvláštní soud pro Sierra Leone
- Zvláštní tribunál pro Libanon